# Sussexita
La sussexita és un mineral de la classe dels borats. Va rebre el seu nom l'any 1868 per George Jarvis Brush per les seves localitats tipus, totes elles al comtat de Sussex, Nova Jersey, Estats Units.

## Característiques
La sussexita és un borat de fórmula química Mn2+BO₂(OH). Cristal·litza en el sistema ortoròmbic. La seva duresa a l'escala de Mohs és 3. És l'anàleg amb manganès de la szaibelyita, amb la qual forma una sèrie de solució sòlida.
Segons la classificació de Nickel-Strunz, la sussexita pertany a «06.B - Neso-diborats amb triangles dobles B₂(O,OH)₅; 2(2D); 2(2D) + OH, etc.» juntament amb els següents minerals: suanita, clinokurchatovita, kurchatovita, szaibelyita i wiserita.

## Formació i jaciments
Aquesta espècie està descrita a partir de material de tres mines diferents: la mina Franklin, la mina Trotter i la mina Hamburg, totes dues al comtat de Sussex, Nova Jersey, Estats Units, en les que es troba associada a altres minerals com: wil·lemita, rodocrosita, pirocroïta i leucofenicita.